# Ловецът на хвърчила
„Ловецът на хвърчила“ (на английски: The Kite Runner) е щатска драма на режисьора Марк Форстър, по сценарий на Дейвид Бениоф, и е базиран на едноименния роман, написан от Халед Хосейни.